# Эберхард II (герцог Вюртемберга)
Эберхард II (нем. Eberhard II; 1 февраля 1447, Вайблинген, Штутгарт — 17 февраля 1504, Лихтенфельс, Гессен) — граф Вюртемберг-Штутгарта в 1480—1482 годах (под именем Эберхард VI), второй герцог Вюртембергский в 1496—1498 годах, двоюродный брат Эберхарда V (I) Бородатого.
Был человеком ограниченного ума, порочным, деспотичным, и Эберхард Бородатый назначил своему преемнику регента, хотя тому было около 50 лет. Однако Эберхард II захватил правление, окружил себя ничтожными людьми и вызвал всеобщее недовольство. 
Своеволие герцога было настолько велико, что в 1498 году в Штутгарте был созван сейм, восстановивший регентство. Тогда Эберхард II вместе с казной бежал в Ульм. Сейм объявил, что отказывается подчиняться ему. Император одобрил это постановление, и Эберхард II вынужден был подписать акт отречения и обязался никогда не возвращаться в Вюртемберг. Ему была назначена пенсия, и он уехал к своему родственнику, пфальцграфу Филиппу.